# Estação Vykhino
Vykhino (em russo:  Выхино) é uma estação terminal da linha Tagansko-Krasnopresnenskaia (Linha 7) do Metro de Moscovo, na Rússia. Estação «Vykhino» está localizada após a estação «Riazanskii Prospekt».